# Megachile trichorhytisma
Megachile trichorhytisma är en biart som beskrevs av Engel 2006. Megachile trichorhytisma ingår i släktet tapetserarbin, och familjen buksamlarbin. Inga underarter finns listade i Catalogue of Life.